# Fidena brevistria
Fidena brevistria är en tvåvingeart som först beskrevs av Lutz 1909.  Fidena brevistria ingår i släktet Fidena och familjen bromsar. Inga underarter finns listade i Catalogue of Life.